# Алиса (имя)
Али́са — женское имя, восходит к др.-герм. adel «благородный». Стало популярным благодаря главной героине сказки Льюиса Кэрролла «Алиса в Стране чудес» (1865).

## Происхождение
Происходит от старофранцузского имени Alais, краткой формы Adelais, которое, в свою очередь, является краткой формой германского имени Adalheid (Аделаида). Это имя стало популярным во Франции и Англии в XII веке.

## Значение и история
Женское имя Алиса является сокращённой формой имени Аделаида (фр. Adelaide), в свою очередь представляющего собой французский вариант древнегерманского имени Adalheid (Adelheid, Adelheidis). Это сложное слово включает два корня: adal (благородный, знатный) и heid (вид, род, образ). Таким образом, имя Adalheid означает «благородная видом», «благородная происхождением» или же просто «благородство». Такое же значение, с определённой эмоциональной окраской, можно признать и за именем Алиса. Существуют гипотезы о связи имени Алиса с греческим женским именем Каллиста, или с греческим же словом aletheia («истина»).

## Именины
Католические именины: 5 февраля, 15 июня.

## Знаменитые Алисы
Известны несколько святых, носивших имя Аделаида; из них по меньшей мере две почитаемы также и под именем Алисы — св. Аделаида (Алиса), аббатиса монастыря в Филихе (960—1015, её память в католической церкви совершается 5 февраля), и св. Алиса из Схарбека (недалеко от Брюсселя; 1215—1250, память 15 июня).
Имя Алиса приобретает особую популярность в Англии в XIX веке; этим именем звались Алиса Мод Мэри (1843—1878), великая герцогиня Гессенская, вторая дочь королевы Виктории и принца Альберта, и её дочь, Алиса Гессен-Дармштадтская (Александра Фёдоровна), последняя русская царица.
Безусловно, самая известная в мире Алиса — это героиня сказок Льюиса Кэрролла «Алиса в Стране чудес» и «Алиса в Зазеркалье». Прототипом для неё стала дочь друга Кэрролла, Алиса Лидделл. Кэрролл вообще любил это имя; помимо Лидделл, у него были и другие знакомые девочки по имени Алиса. Тему имени Алисы Кэрролл неоднократно обыгрывает в «Алисе в Зазеркалье»:

— Что это ты там бормочешь? — спросил Шалтай, впервые прямо взглянув на неё. — Скажи-ка мне лучше, как тебя зовут и зачем ты сюда явилась.

— Меня зовут Алиса, а…

— Какое глупое имя, — нетерпеливо прервал её Шалтай-Болтай. — Что оно значит?

— Разве имя должно что-то значить? — проговорила Алиса с сомнением.

— Конечно, должно, — ответил Шалтай-Болтай и фыркнул. — Возьмём, к примеру, моё имя. Оно выражает мою суть! Замечательную и чудесную суть! А с таким именем, как у тебя, ты можешь оказаться чем угодно… Ну, просто чем угодно!

Для русскоговорящих имя Алиса также ассоциируется:
- с персонажем знаменитой серии книг Кира Булычёва, Алисой Селезнёвой, известной также по экранизациям и мультфильмам;
- с лисой из сказки А. Н. Толстого «Золотой ключик, или Приключения Буратино»;
- с популярной российской рок-группой (лидер и вокалист — Константин Кинчев (Панфилов));
- с голосовым помощником Алиса от компании «Яндекс».